# Årsta AIK
Årsta AIK var en idrottsförening grundad 1944 i Stockholmsförorten Årsta. Klubben bildades genom en sammanslagning av de tre klubbarna Årsta IF, Årsta GOIF och Skanskvarns IF.
Årsta AIK bedrev verksamhet i flera olika sporter: handboll, ishockey, bandy, innebandy, friidrott, bordtennis, gymnastik, tyngdlyftning, orientering, skidåkning, boxning, fotboll och minigolf. På 1950-talet ägde klubben en minigolfbana i Årsta.
Fotbollsklubben Årsta FF och handbollsklubben Årsta handboll (ibland fortfarande kallad Årsta AIK) har sin bakgrund i Årsta AIK innan de bildade separata föreningar.